# Barry Howard
Barry Howard (Nottingham, 9 juli 1937 – Poole, 28 april 2016) was een Brits acteur. Hij is vooral bekend om zijn rol als de stijve dansleraar Barry Stuart-Hargreaves in de komische televisieserie Hi-de-Hi!.

## Filmografie

### Films
| Jaar | Titel       |
| ---- | ----------- |
| 2004 | Open Casket |

### Televisieseries
| Jaar      | Titel                |
| --------- | -------------------- |
| 1979      | Terry and June       |
| 1980-1986 | Hi-de-Hi!            |
| 1981      | Kelly Monteit        |
| 1990      | You Rang, M'Lord?    |
| 1994      | The House of Windsor |
| 1997      | Dad                  |
| 2009      | Doctor Who           |
| 2009      | Beautiful People     |